# Lionel Terray

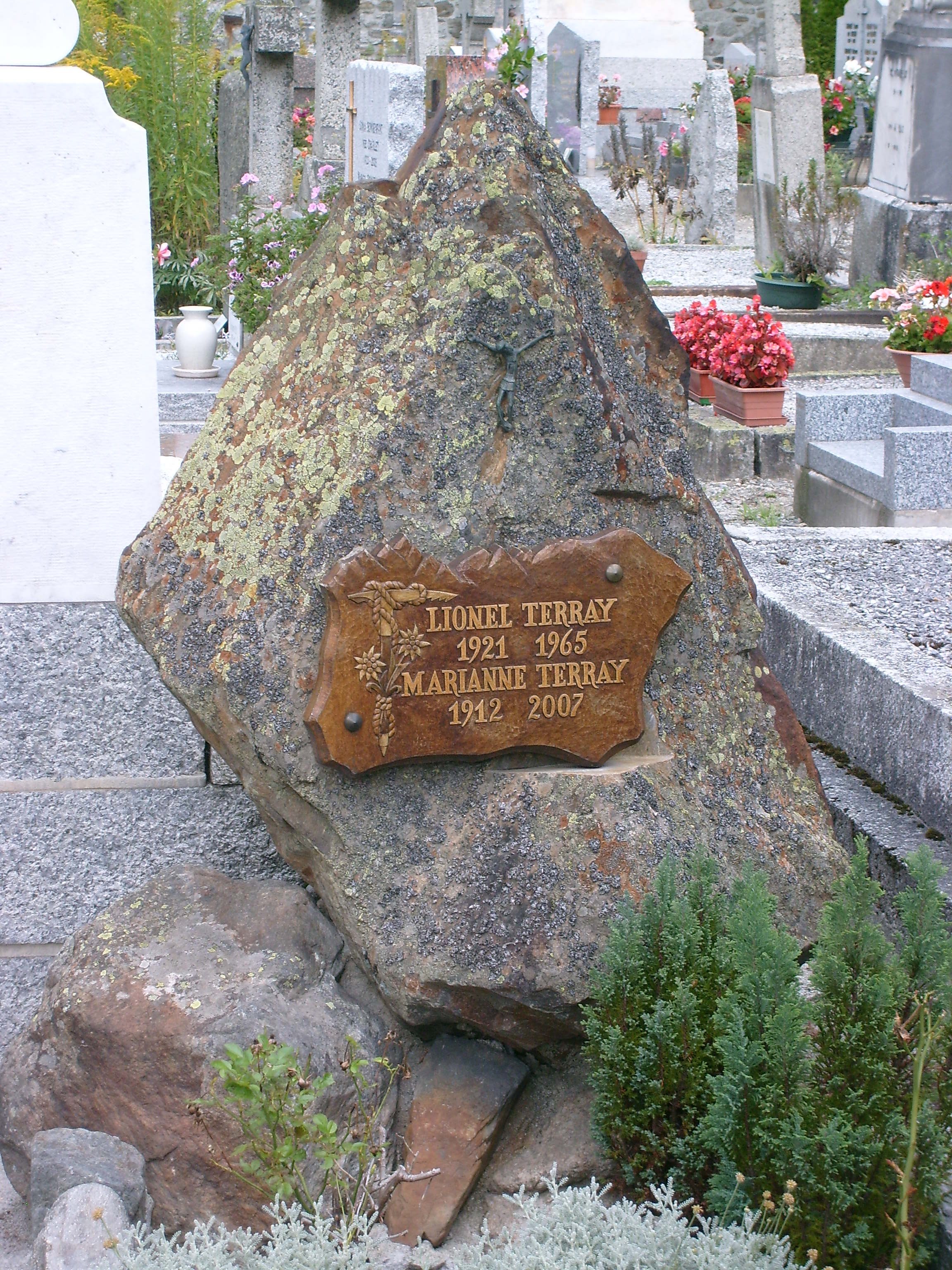
Tomba de Lionel Terray al cementiri de Chamonix

Lionel Terray (Grenoble, 25 de juliol de 1921 - Massís de Vercors, 19 de setembre de 1965) va ser un alpinista francès molt conegut també per ésser autor d'un llibre clàssic de muntanya: Els conqueridors de l'inútil.
Va néixer el 25 de juliol de 1921 a Grenoble, molt a prop dels Alps i des de molt jove s'afecciona a la muntanya i a l'esquí. En arribar la Segona Guerra Mundial és militaritzat. Va prendre part en accions de guerra, integrat en una esquadra d'esquiadors. És en aquell temps que entra en contacte amb Gaston Rébuffat, un altre apassionat de la muntanya.
A partir del final d'aquella guerra –i casat ja- es dedica gairebé completament a la muntanya, com instructor, guia i esquiador professional, cosa que el portaria a guanyar diversos campionats, tant a França com al Canadà, on va viure curtes temporades.
El 1950, amb el seu amic Lachenal, amb una expedició dirigida per Maurice Herzog, aconsegueixen el primer pic de més de vuit mil metres de la història de l'alpinisme, l'Annapurna. Malgrat que ell mateix no arribaria a trepitjar el cim, la seva actuació va ésser determinant en l'èxit de l'expedició.
Entre 1952 i 1962 participa en nombroses expedicions d'alta dificultat: Fitz Roy, Nevado Chararju, Taullijaru, Aconcagua, als Andes; i el Jannu i Makalu a la serralada de l'Himàlaia.
Home de caràcter temperat, no deixaria sinó amics, en morir de resultes d'una caiguda al massís del Vercors, molt a prop de Grenoble, el 1965.